# Vytautas Miškinis

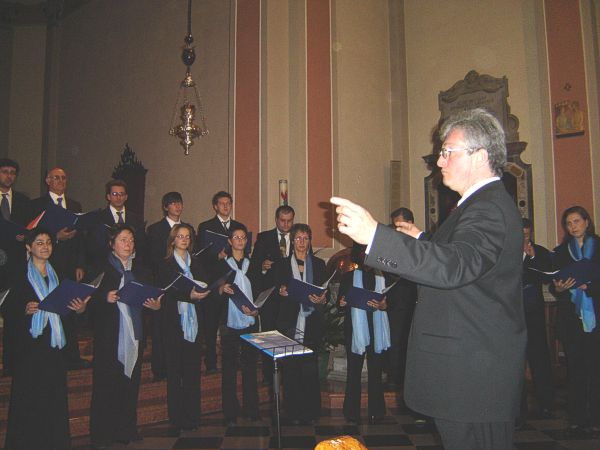
Vytautas Miškinis

Vytautas Miškinis (* 5. Juni 1954 in Vilnius) ist ein litauischer Chorleiter und Komponist.

## Leben
Miškinis studierte 1971–1976 Chorleitung am staatlichen litauischen Konservatorium. 1975–1979 leitete er den Staatlichen Chor von Kaunas. 1971–1979 war er Chorleiter und ab 1979 auch künstlerischer Leiter des Knaben- und Jugendlichenchores Ąžuoliukas in  Vilnius, bei dem er selbst als Siebenjähriger seine musikalische Laufbahn begann. Von 1979 bis 1985 leitete er als Direktor die 6. Kindermusikschule Vilnius („Ąžuoliukas“). 
Seit 1985 lehrt Miškinis an der Litauischen Musik- und Theaterakademie und ist dort seit 2002 Professor für Chorleitung. Er ist ferner Präsident des Litauischen Chorverbands und seit 1995 künstlerischer Leiter und erster Chorleiter des Litauischen Liederfests.
Als Komponist schuf er 14 Messen, etwa 150 religiöse Motetten und Litaneien und rund 350 weltliche Lieder – darunter viele Werke für Kinderchöre. Seine Werke gehören heute zum Repertoire vieler Chöre weltweit.